# Michal Pavlovič
Michal Pavlovič (27. září 1916 Budapešť – 3. února 1945 Bratislava) byl slovenský důstojník, partyzán, příslušník 1. československého armádního sboru a účastník Slovenského národního povstání.

## Život

### Před druhou světovou válkou
Michal Pavlovič se narodil 27. září 1916 v Budapešti v rodině železničáře Michala Pavloviče a Evy, rozené Andráškové. Mezi lety 1923 a 1927 vychodil základní školu v Merašicích, poté studoval na gymnáziích v Nitře (1927-1929) a Prievidzi (1927-1935). Mezi lety 1935 a 1937 studoval Právnickou fakultu Univerzity Komenského v Bratislavě, kterou ale nedokončil, v letech 1938 a 1939 pracoval jako smluvní úředník ředitelství slovenských železnic.

### Druhá světová válka

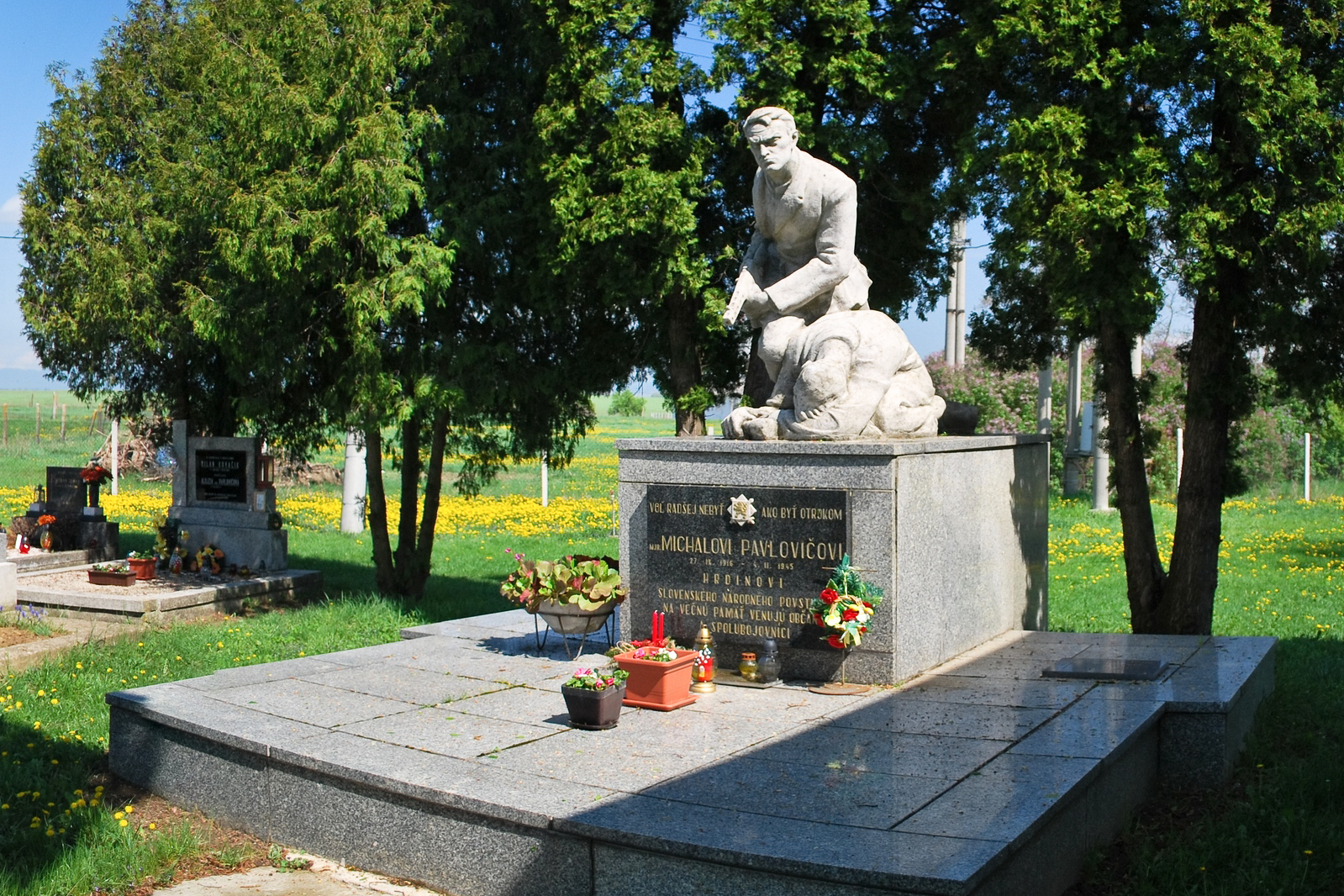
Hrob Michala Pavloviče v Kapincích

Michal Pavlovič nastoupil prezenční vojenskou službu 20. ledna 1940 v Trenčíně. Po absolvování poddůstojnické školy byl zařazen automobilovému vojsku. Začal studovat Vojenskou akademii, po vstupu Slovenska do války proti Sovětskému svazu byl ale 4. července 1941 odeslán na východní frontu. Turnus ukončil 27. února 1942 a v červenci téhož roku dokončil studium na akademii. Následně působil u autopraporu v Nitře. Druhý turnus na východní frontě nastoupil 31. března 1943 jako velitel autokolony. Začal navazovat kontakty s běloruskými partyzány a organizovat přechod většího počtu vojáků k nim. Byl prozrazen, zatčen, podařilo se mu ale uprchnout a v září 1943 se přidat k partyzánům. Následně byl v nepřítomnosti odsouzen k trestu smrti. Působil v partyzánské brigádě Ponomarenko, mezi jeho úkoly patřila i agitace mezi slovenskými a maďarskými vojáky mající za cíl jejich zběhnutí. Po přechodu fronty se přihlásil do 1. československého armádního sboru. Po absolvování potřebného výcviku byl 6. srpna 1944 vysazen v Nízkých Tatrách, aby působil jako styčný důstojník u slovenského vojenského ústředí. Po příchodu do Banské Bystrice měl rovněž za úkol navázat spojení s československou misí v Moskvě. Po porážce Slovenského národního povstání se přesunul do hor, od prosince 1944 pak působil ilegálně v Bratislavě, kde se zapojil do odbojové organizace Justícia a pokračoval ve zpravodajské činnosti pod krycím jménem Ing. Hron. V lednu 1945 byl zatčen, podařilo se mu uprchnout, ale při dalším pokusu o jeho zatčení byl 3. února 1945 v konspiračním bytě zastřelen příslušníky pohotovostních oddílů Hlinkovy gardy. Pohřben je v Kapincích.

## Ocenění

### Vyznamenání
- Slovenská medaile Za zásluhy

### Posmrtná ocenění
- In memoriam byly Michalu Pavlovičovi uděleny Československý válečný kříž 1939, Československá medaile Za chrabrost před nepřítelem a Řád Slovenského národního povstání
- Michal Pavlovič byl in memoriam povýšen do hodnosti majora
- Po Michalu Pavlovičovi nesou název ulice v Hlohovci a bratislavské čtvrti Trnávka
- Na domě bytového družstva Nová doba v bratislavské Vajnorské ulici byla Michalu Pavlovičovi odhalena pamětní deska autorky Aliny Ferdinandy
- Na domě v Kapincích, kde rodina Michala Pavloviče žila, mu byla odhalena pamětní deska[2]